# ルイ・アルマン
ルイ・アルマン（Louis Armand, 1905年1月17日 - 1971年8月30日）はフランスの技術者である。フランス国鉄総裁や欧州原子力共同体初代委員長を務めた。

## 生涯
ルイ・アルマンはオート＝サヴォワ県クリュセイユ(fr:Cruseilles)で教師の子として生まれた。エコール・ポリテクニークを経てパリ国立高等鉱業学校へ進学した。
1929年には鉱山技師としてクレルモン＝フェランに赴任した。このとき、ヴィシー盆地におけるミネラルウォーターの水源調査で業績を挙げた。1934年にはパリ・リヨン・地中海鉄道の技術者となった。同鉄道は1938年に国有化されてフランス国鉄の一部となる。
この時期アルマンは蒸気機関車のボイラー内の配管に石灰が付着するのを防ぐ技術を開発した。これは機関車に給水する水に炭酸ナトリウム、水酸化ナトリウム、タンニンを加える処置をするもので、ボイラーの保守の負担を大きく軽減したのみならず、機関車の燃費向上にも効果があった。
第二次世界大戦下の1943年には、鉄道職員からなるレジスタンス組織「レジスタンス・フェール(Résistance-fer)」の結成に加わり、ドイツ軍の鉄道輸送を妨害する工作に従事した。1944年6月25日にはゲシュタポに逮捕されるが、パリ解放時に解放された。同年11月18日には解放勲章を受章している。
1945年にはフランス国鉄の車両局長に抜擢され、1951年からは副総裁(directeur général)、1955年から1958年までは総裁(président)を務めた。フランス国鉄のトップとして、アルマンは鉄道の近代化、特に高速化と電化を推進した。1955年3月28日と29日にはボルドー近くで電気機関車による331km/hという当時としては画期的な速度記録を達成した。またドイツから吸収した商用周波数(50Hz)による交流電化技術を実用化し、アルプス地域のアヌシー線での試験の後、1955年5月にはフランス北部のヴァランシエンヌ(fr:Valenciennes) - ティオンヴィル(fr:Thionville)間271kmで本格採用した。それまでフランス国鉄の電化方式は直流1500Vが主であったが、これ以降は交流25kV, 50Hzが主流となった。また1957年には英仏海峡トンネル協会を設立し、トンネル実現に向けた研究を開始した。
1958年から1959年までは欧州原子力共同体初代委員長を務めた。シャルル・ド・ゴール政権下の1960年には、経済学者ジャック・リュフとともにヨーロッパ共同市場を提言するリュフ・アルマン計画を起草した。
1961年には国際鉄道連合(UIC)事務局長に就任し、1971年の死去までその地位にあった。アルマンは世界各国から幹部職員を登用し、それまでフランス中心の組織だったUICを国際的な組織に脱皮させた。
1963年にはアカデミー・フランセーズ会員に列せられている。